# NGC 5291-1
NGC 5291-1 is een elliptisch sterrenstelsel in het sterrenbeeld Centaur. Het hemelobject ligt 200 miljoen lichtjaar van de Aarde verwijderd en werd op 8 mei 1834 ontdekt door de Britse astronoom John Herschel.

## Synoniemen
- ESO 445-30
- MCG -5-33-6
- PGC 48893